# 미갈라
미갈라는 스페인의 6인조 포스트 록·모던 록 밴드이다.

## 개요
1997년 마드리드의 '아꾸아렐라' 음반사를 통해 데뷔했다. 미갈라는 자신의 음악 철학에 대해 '기괴한 분위기의 고전적 음악 만들기(to create classic songs with an uncanny atmosphere)'라고 밝힌 바 있다.
구성원은 노래·기타·음향효과에 아벨 에르난데스(Abel Hernandez), 루벤 모레노 (Ruben Moreno), 호르디 산쵸 (Jordi Sancho), 꼬께 이뚜리에가 (Coque Yturriega), 디에고 이뚜리에가 (Diego Yturriega), 로드리고 에르난데스 (Rodrigo Hernandez)이다.
밴드이름 '미갈라'는 스페인어로 '거미'라는 뜻이다.

## 음악
- 2004년 - <<경이로운 모험(La Increible Aventura)>>
- 2002년 - <<Restos de un Incendio>>
- 2001년 - <<Arde>>
- 2000년 - <<큐어 헌정앨범(Tribute to Cure)>>
- 1999년 - <<Asi duele un verano>>
- 1997년 - <<12월, 오전 3시(Diciembre, 3 a.m.)>> - 첫 정규앨범[6]
- 2007년 - 영화 <<En la ciudad de Sylvia>>의 영화음악 참여.[7]